# 23331 Халімзейдан
23331 Халімзейдан (23331 Halimzeidan) — астероїд головного поясу, відкритий 19 січня 2001 року.
Тіссеранів параметр щодо Юпітера — 3,523.